# Rossholmen (Fyksesund)

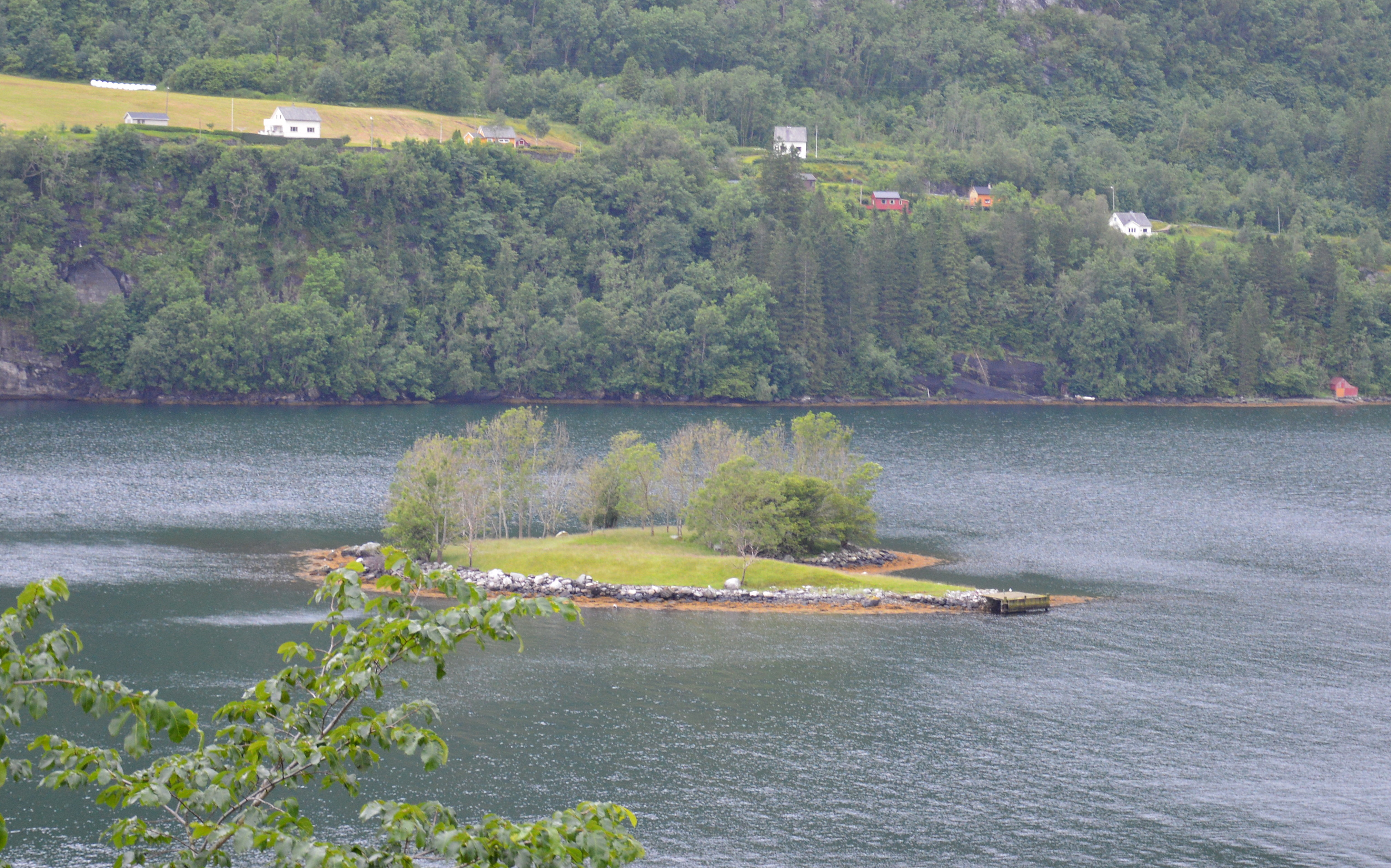
Rossholmen, Blick von Osten

Rossholmen ist eine Insel im Fyksesund und gehört zur Gemeinde Kvam in der norwegischen Provinz Vestland.
Die Insel liegt nahe der Mündung des Fyksesund in den Hardangerfjord westlich vor dem Dorf Steinstø. Rossholmen erstreckt sich in Nord-Süd-Richtung über etwa 85 Meter Länge bei einer Breite von bis zu circa 75 Meter und erreicht eine Höhe von 3,4 Metern. Die Insel wird von einer von Bäumen umstandenen Wiese geprägt. An ihrer nordöstlichen Spitze besteht ein Anlegesteg.